# Фаленопсис приятный
Фалено́псис прия́тный, или Фаленопсис прелестный (лат. Phalaenopsis amabilis) — эпифитное трявянистое растение; вид рода Фаленопсис семейства Орхидные.
Вид не имеет устоявшегося русского названия, в русскоязычных источниках обычно используется научное название Phalaenópsis amábilis.
В художественной литературе может использоваться название Фаленопсис амабилис.
Phalaenopsis amabilis является промышленной культурой. Популярен в комнатном о оранжерейном цветоводстве, используется в создании гибридов.

## Синонимы
По данным Королевских ботанических садов в Кью:
- Epidendrum amabile L., 1753 basionym
- Cymbidium amabile (L.) Roxb., 1832
- Synadena amabilis (L.) Raf., 1838
- Phalaenopsis grandiflora Lindl., 1848
- Phalaenopsis grandiflora var. aurea auct., 1864
- Phalaenopsis amabilis var. aurea (auct.) Rolfe, 1886
- Phalaenopsis gloriosa Rchb.f., 1888

## Природные разновидности
По данным Королевских ботанических садов в Кью:
- Phalaenopsis amabilis subsp. amabilis
- Phalaenopsis amabilis subsp. moluccana (Schltr.) Christenson, 2001
- Phalaenopsis amabilis subsp. rosenstromii (F.M.Bailey) Christenson, 2001

## Этимология
Родовое название Phalaenopsis, что означает «мотыльковоподобный» (греч. phalania — «ночная бабочка», opsis — «сходство»). 

Видовой эпитет amabilis в переводе с латинского имеет следующие значения: любезный, милый, приятный.

## Биологическое описание

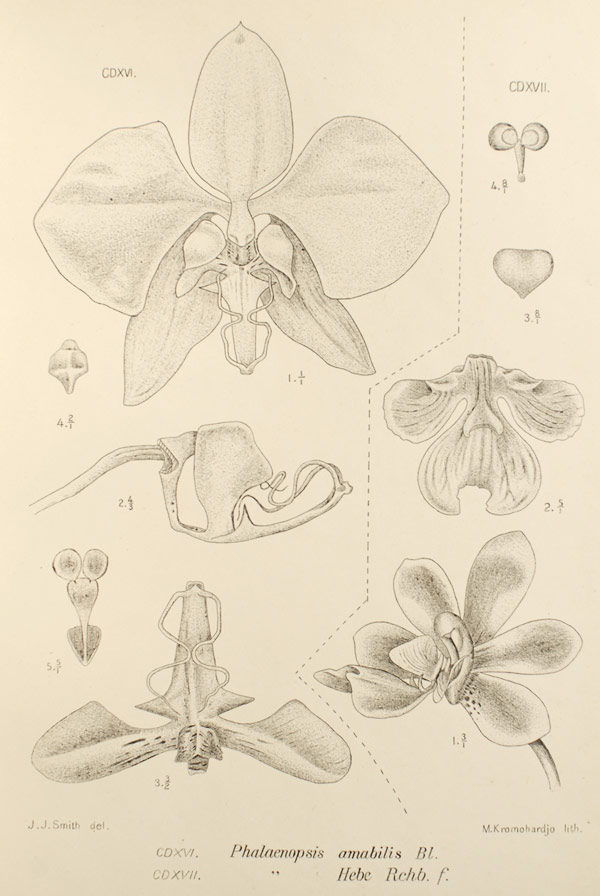

Моноподиальное растение с сильно укороченным стеблем.
Стебель несет 4—5 двурядно расположенных мясистых, блестящих листьев удлинённо-эллиптической формы. В природе листья могут достигать 50 см в длину. В культуре листья, как правило, меньше — от 15 до 30 см при ширине 5—10 см.
Phalaenopsis amabilis — один из самых крупноцветковых природных видов рода: цветки от 6 до 10 см в диаметре. 

Цветонос наклонённый, длиной до 80 см. Соцветие кистевидное, многоцветковое, длиной до 50 см.
Цветки 7-10 см в диаметре, у некоторых форм ароматные. Чашелистики и лепестки молочно-белые, губа более или менее отмечена жёлтым или красным. Цветение в ноябре — феврале. Продолжительность цветения 3—4 месяца.
Плод — эллиптически-удлинённая, блестящая, ребристая коробочка жёлтого цвета. Длина плода 6—7 см, диаметр 1—1,5 см. Плодоножка отпадает вместе с плодом, а сам плод созревает в течение 120—150 дней.
Со времён Джона Линдли Phalaenopsis amabilis часто путают с Phalaenopsis aphrodite. Отличить их можно по срединным лепесткам губы, треугольной у Phalaenopsis aphrodite.

## Ареал и экология
Северная Австралия, Индонезия, Папуа — Новая Гвинея, Филиппины и некоторые острова Малайского архипелага.
Эпифит. Встречается на возвышениях до 600 метров, в тропических лесах на стволах и ветвях деревьев во влажных местах (по берегам рек, болот).
На части ареала до 80 % особей Phalaenopsis amabilis растут на Diplodiscus paniculatus Turcz.

## В культуре

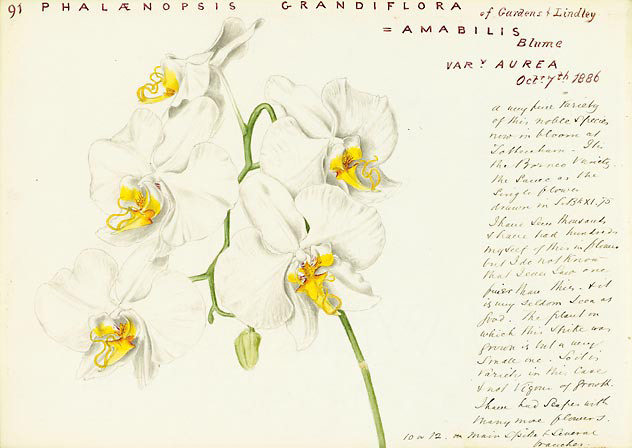

Культивирование в оранжереях и квартирах не вызывает проблем.
Оптимальная дневная температура 22—24 °C, летом может достигать 30 °C. Оптимальная ночная — не ниже 18 °C зимой и 22 °C летом. Искусственно создаваемый перепад между ночными и дневными температурами позволяет повысить продуктивность фотосинтеза.
Освещение — полутень. 1200—1500 FC, 13000—16000 lx. Прямой солнечный свет может вызвать ожоги листьев.
Полив обильный, по мере просыхания субстрата. Переизбыток воды вызывает грибковые заболевания и бактериозы.
Выраженного периода покоя не имеет. Зимой, при недостатке света полив сокращают.
Посадка производится в горшок или корзинку для эпифитов или на крупный блок. В качестве субстрата используют кусочки коры хвойных деревьев средней фракции в смеси со сфагнумом или смесь из кусочков коры сосны, кирпичного щебня, древесного угля и торфяной земли. Пересадка по мере разложения субстрата. После пересадки растение не поливают 2-3 дня.
Для получения семян производится искусственное опыление. Семена высевают на питательную среду Кнудсона (pH 5,5-5,8).
Для клонального размножения вычленяют спящие почки цветоносов. Спящие почки расположены на цветоносе ниже бутонов. Обычно на цветоносе расположено 2—4 спящие почки.
Незначительное снижение уровня увлажнения способствует закладке репродуктивных органов. Стимуляцию цветения можно вызвать и внекорневой обработкой растений 0,1 % раствором сахарозы.
Phal. amabilis активно используется в селекции красивоцветущих фаленопсисов.

## Ботанические иллюстрации

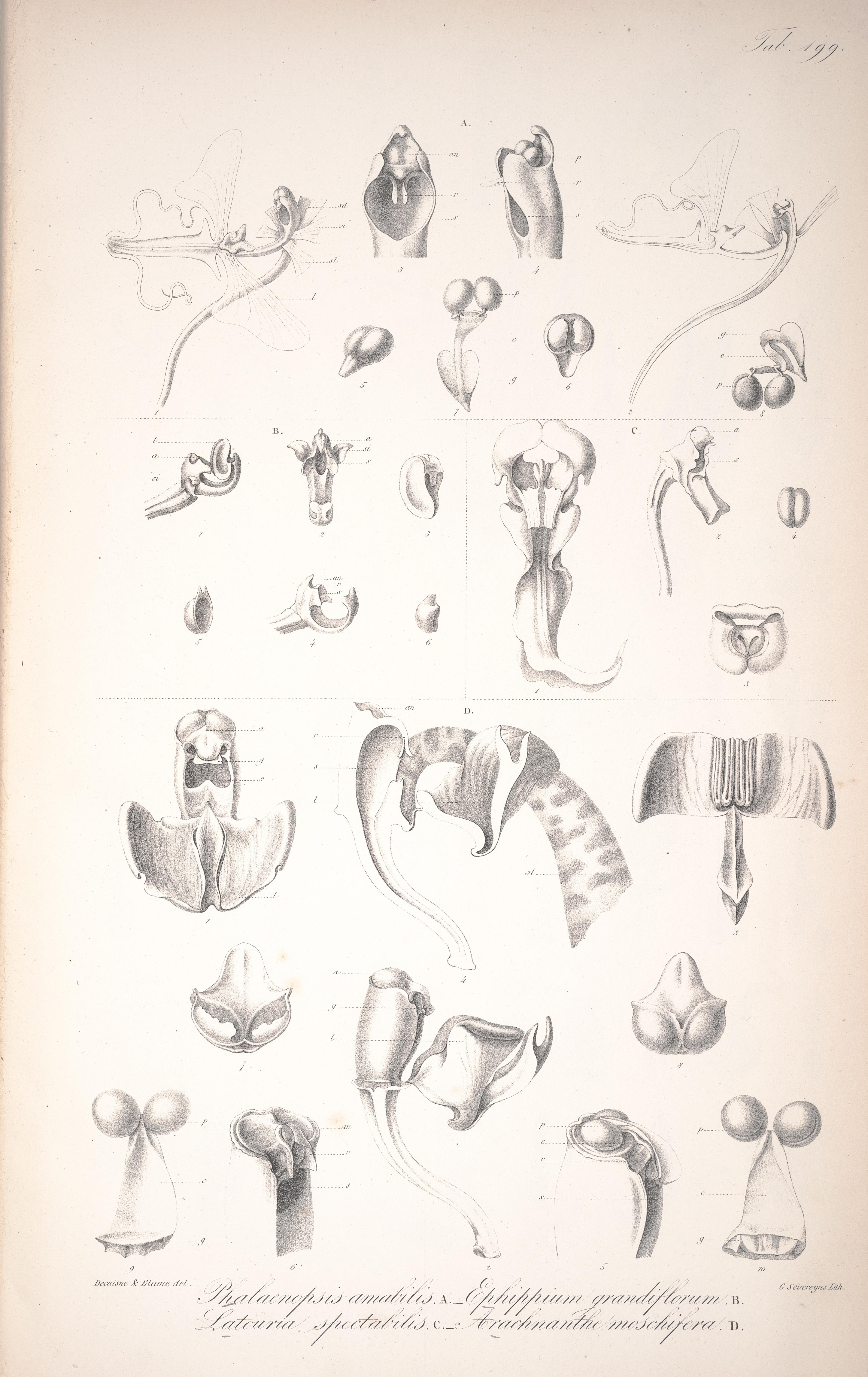
Строение цветка из книги «Rumphia» 1848 г.
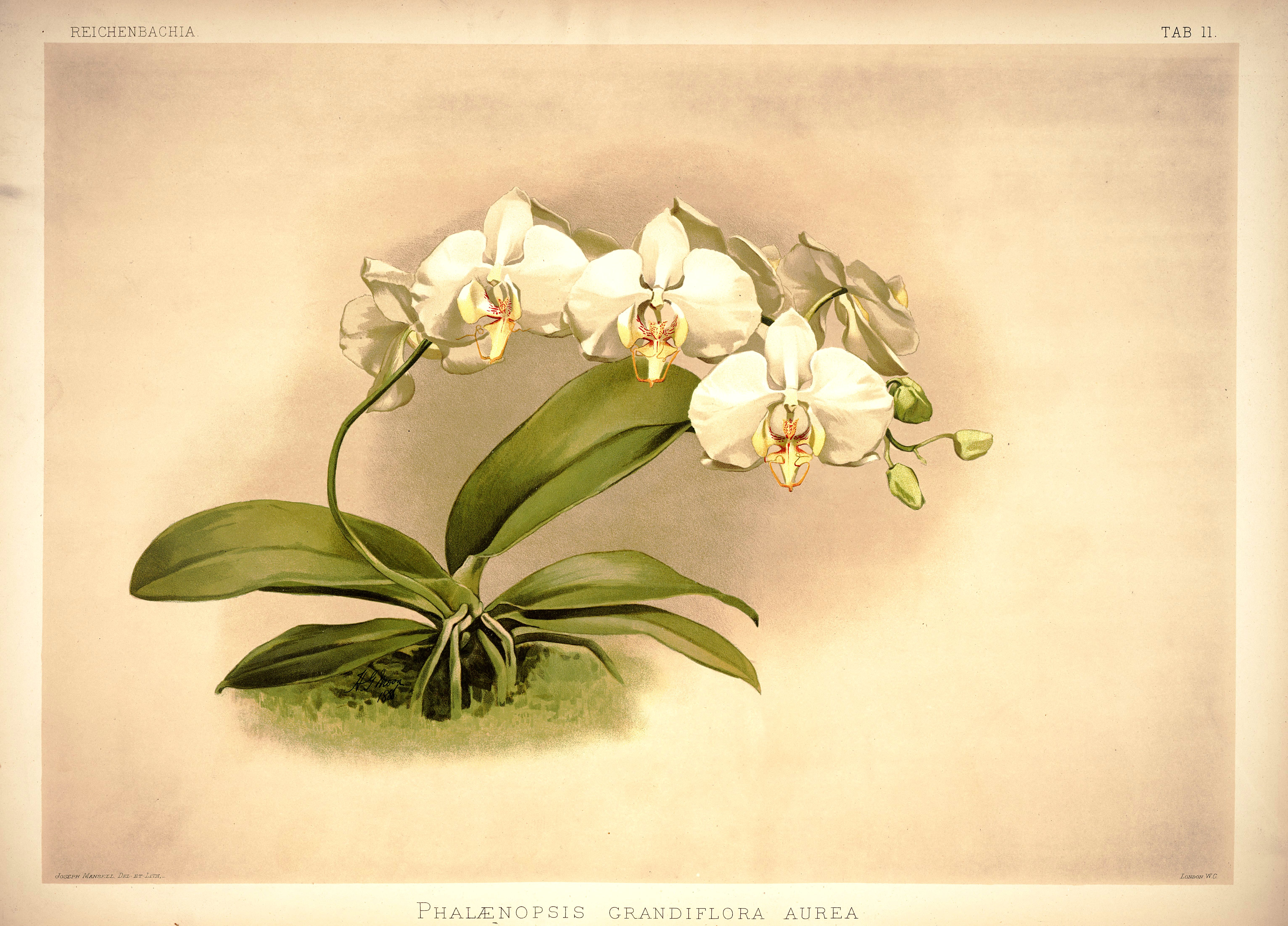
Frederick Sander, «Reichenbachia I» 1888 г.
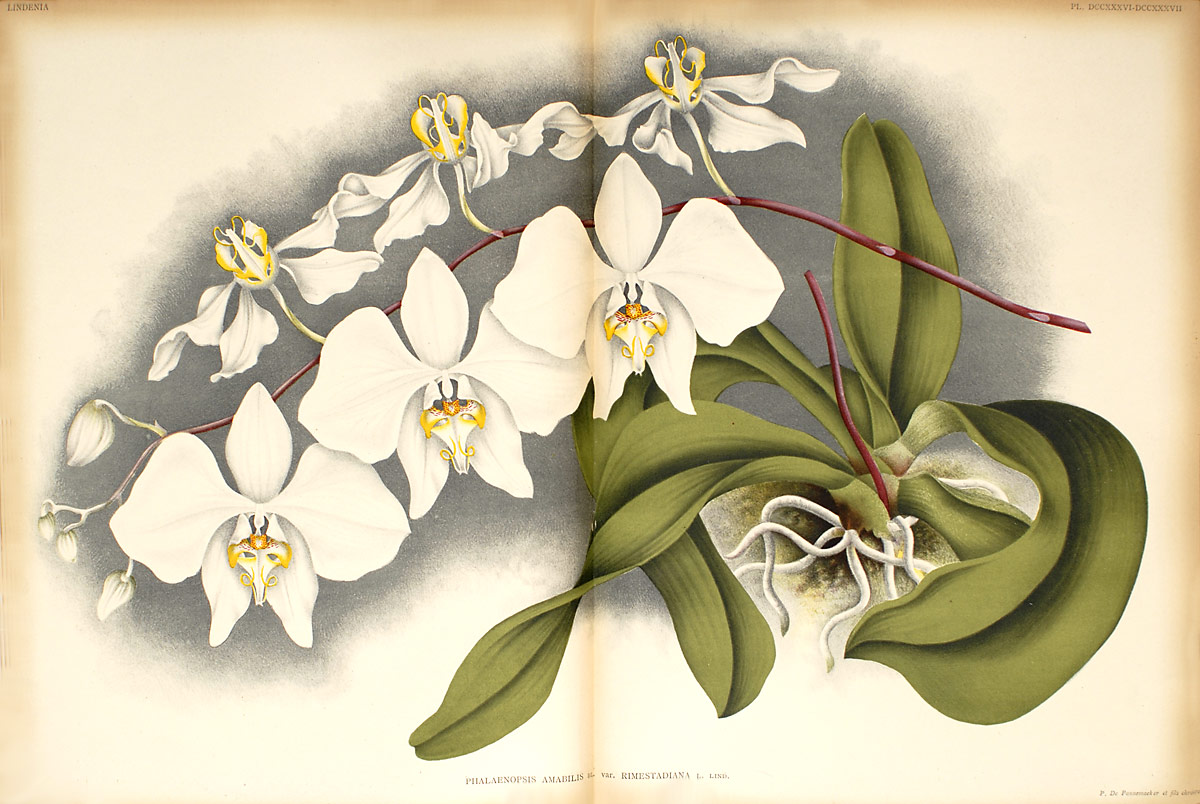
Lucien Linden, «Lindenia Iconographie des Orchidées» 1900 г.
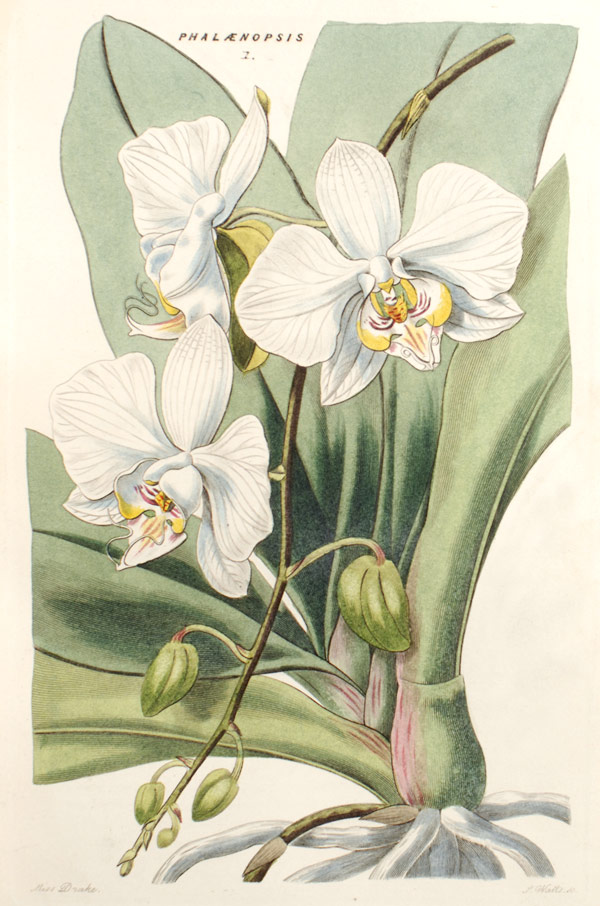
Thomas Moore, «Illustrations of Orchidaceous Plants» 1857 г.

## Первичные гибриды (грексы)
- Amabell — bellina × amabilis 2007
- Ambriata — amabilis × fimbriata 1981
- Artemis — amabilis × equestris 1892
- Bataan — amabilis × aphrodite 1943
- Belle de Cernier — amabilis × corningiana 1997
- Bogoriensis — amabilis × gigantea 1856
- Celebes Beauty — amabilis × celebensis 2003
- Chickadee — lindenii × amabilis 1982
- Deventeriana — amabilis × amboinensis 1927
- Elisabethae — amabilis × rimestadiana, Vacherot & Lecoufle 1927
- Florabilis — amabilis × floresensis 1999
- Formosa Dream — amabilis × lobbii 1992
- Formosa Star — micholitzii × amabilis 1991
- Fuscatilis — amabilis × fuscata 1968
- Harriettiae — amabilis × violacea 1887
- Hiroshima Amaraspis — amabilis × speciosa 1994
- John Seden — amabilis × lueddemanniana 1888
- Kung’s Amar Philip — amabilis × philippinensis 1997
- Leda — amabilis × stuartiana 1888
- Little Spot — amabilis × inscriptiosinensis 2006
- Little Star — cornu-cervi × amabilis 1962
- Maria-Theresia Berod — amabilis × wilsonii 1994
- Paskal Terang — pantherina × amabilis 1984
- Putrianda — modesta × amabilis 1989
- Rimesand — amabilis × sanderiana 1923
- San Shia Ama — amabilis × maculata 2004
- Pulamab — pulchra × amabilis 2004
- Sakura Shower — amabilis × fasciata 2006
- Sumabilis — amabilis × sumatrana 1938
- Taida Snow — amabilis × tetraspis 1996
- Tariflor Singerflora — amabilis × pallens 2007
- Thor-Flame — amabilis × mannii 1963
- Venolis — venosa × amabilis 1991
- Viviane Dream — amabilis × cochlearis 1999